# 克娄巴特拉方尖碑 (伦敦)
伦敦克娄巴特拉方尖碑（Cleopatra's Needle）是一座古埃及方尖碑，位于英国伦敦西敏市的维多利亚堤岸，类似的克娄巴特拉方尖碑还有两座，分别位于纽约和巴黎。属于图特摩斯三世和埃及新王国时期的拉美西斯二世。方尖碑于公元前12年被移到亚历山大港，在那里保留了近两千年，1819年由埃及和苏丹统治者穆罕默德·阿里帕夏赠送给英国，纪念纳尔逊子爵在尼罗河河口海战的胜利，以及拉尔夫·阿伯克罗姆比爵士在1801年亚历山大港战役的胜利。尽管英国政府欢迎这一姿态，但拒绝支付将其运往伦敦的费用。
1878年1月21日运抵。由于国会大厦外的地点被拒绝安放，最后于9月12日安放在维多利亚堤岸。